# NHL Amateur Draft 1973
L'NHL Amateur Draft 1973 è stato l'11º draft della National Hockey League. Si è tenuto il 15 maggio 1973 presso il Mount Royal Hotel di Montréal.
L'undicesimo draft della National Hockey League fu il primo a svolgersi in un giorno apposito, il 15 maggio 1973 presso il Mount Royal Hotel di Montréal, separato dalle altre riunioni concernenti gli affari della lega. Precedentemente gli Amateur Draft venivano svolti nella metà di giugno e avevano luogo presso il Queen Elizabeth Hotel. Già nel 1972, con l'avvento della lega concorrente della World Hockey Association e con il pericolo di veder sottratti i migliori talenti delle leghe giovanili, molte squadre iniziarono a prestare sempre più attenzione alle attività del draft tralasciando le altre questioni amministrative; in risposta a ciò la NHL separò il Draft dagli altri eventi in programma, anticipando inoltre di quattro giorni il Draft della WHA.
I New York Islanders selezionarono il difensore Denis Potvin dagli Ottawa 67's, gli Atlanta Flames invece come seconda scelta puntarono sul centro Tom Lysiak, proveniente dai Medicine Hat Tigers, mentre i Vancouver Canucks scelsero in terza posizione l'ala destra Dennis Ververgaert dei London Knights. Fra i 168 giocatori selezionati 103 erano attaccanti, 53 erano difensori mentre 12 erano portieri. Dei giocatori scelti 70 giocarono in NHL, 8 vinsero la Stanley Cup mentre 3 di loro entrarono a far parte della Hockey Hall of Fame.

## Turni
|  | = NHL All-Star |  |  | = Membro della Hall of Fame |

Legenda delle posizioni

A = Attaccante   AD = Ala destra   AS = Ala sinistra   C = Centro   D = Difensore   P = Portiere

### Primo giro
| #  | Giocatore               | Nazionalità | Squadra NHL                                   | Squadra di provenienza        |
| -- | ----------------------- | ----------- | --------------------------------------------- | ----------------------------- |
| 1  | Denis Potvin (D)        | Canada      | New York Islanders                            | Ottawa 67's (OMJHL)           |
| 2  | Tom Lysiak (C)          | Canada      | Atlanta Flames (da California via Montreal)   | Medicine Hat Tigers (WCHL)    |
| 3  | Dennis Ververgaert (AD) | Canada      | Vancouver Canucks                             | London Knights (OMJHL)        |
| 4  | Lanny McDonald (AD)     | Canada      | Toronto Maple Leafs                           | Medicine Hat Tigers (WCHL)    |
| 5  | John Davidson (P)       | Canada      | St. Louis Blues (da Atlanta via Montreal)     | Calgary Centennials (WCHL)    |
| 6  | André Savard (C)        | Canada      | Boston Bruins (da Los Angeles)                | Québec Remparts (QMJHL)       |
| 7  | Blaine Stoughton (AD)   | Canada      | Pittsburgh Penguins                           | Flin Flon Bombers (WCHL)      |
| 8  | Bob Gainey (AS)         | Canada      | Montreal Canadiens (da St. Louis)             | Peterborough Petes (OMJHL)    |
| 9  | Bob Dailey (D)          | Canada      | Vancouver Canucks (da Minnesota via Montreal) | Toronto Marlboros (OMJHL)     |
| 10 | Bob Neely (D)           | Canada      | Toronto Maple Leafs (da Philadelphia)         | Peterborough Petes (OMJHL)    |
| 11 | Terry Richardson (P)    | Canada      | Detroit Red Wings                             | New Westminster Bruins (WCHL) |
| 12 | Morris Titanic (AS)     | Canada      | Buffalo Sabres                                | Sudbury Wolves (OMJHL)        |
| 13 | Darcy Rota (AS)         | Canada      | Chicago Black Hawks                           | Edmonton Oil Kings (WCHL)     |
| 14 | Rick Middleton (AD)     | Canada      | New York Rangers                              | Oshawa Generals (OMJHL)       |
| 15 | Ian Turnbull (D)        | Canada      | Toronto Maple Leafs (da Boston)               | Ottawa 67's (OMJHL)           |
| 16 | Vic Mercredi (C)        | Canada      | Atlanta Flames (da Montreal)                  | New Westminster Bruins (WCHL) |

### Secondo giro
| #  | Giocatore             | Nazionalità | Squadra NHL                                        | Squadra di provenienza       |
| -- | --------------------- | ----------- | -------------------------------------------------- | ---------------------------- |
| 17 | Glenn Goldup (AD)     | Canada      | Montreal Canadiens (da NY Islanders)               | Toronto Marlboros (OMJHL)    |
| 18 | Blake Dunlop (C)      | Canada      | Minnesota North Stars (da California via Montreal) | Ottawa 67's (OMJHL)          |
| 19 | Paulin Bordeleau (AD) | Canada      | Vancouver Canucks                                  | Toronto Marlboros (OMJHL)    |
| 20 | Larry Goodenough (D)  | Canada      | Philadelphia Flyers (da Toronto)                   | London Knights (OMJHL)       |
| 21 | Eric Vail (AS)        | Canada      | Atlanta Flames (da Atlanta via Montreal)           | Sudbury Wolves (OMJHL)       |
| 22 | Peter Marrin (C)      | Canada      | Montreal Canadiens (da Los Angeles)                | Toronto Marlboros (OMJHL)    |
| 23 | Wayne Bianchin (AS)   | Canada      | Pittsburgh Penguins                                | Flin Flon Bombers (WCHL)     |
| 24 | George Pesut (D)      | Canada      | St. Louis Blues                                    | Saskatoon Blades (WCHL)      |
| 25 | John Rogers (AD)      | Canada      | Minnesota North Stars                              | Edmonton Oil Kings (WCHL)    |
| 26 | Brent Leavins (AS)    | Canada      | Philadelphia Flyers                                | Swift Current Broncos (WCHL) |
| 27 | Colin Campbell (D)    | Canada      | Pittsburgh Penguins (da Detroit)                   | Peterborough Petes (OMJHL)   |
| 28 | Jean Landry (D)       | Canada      | Buffalo Sabres                                     | Québec Remparts (QMJHL)      |
| 29 | Reg Thomas (AS)       | Canada      | Chicago Black Hawks                                | London Knights (OMJHL)       |
| 30 | Pat Hickey (AS)       | Canada      | New York Rangers                                   | Hamilton Red Wings (OMJHL)   |
| 31 | Jimmy Jones (AS)      | Canada      | Boston Bruins                                      | Peterborough Petes (OMJHL)   |
| 32 | Ron Andruff (C)       | Canada      | Montreal Canadiens                                 | Flin Flon Bombers (WCHL)     |

### Terzo giro
| #  | Giocatore            | Nazionalità | Squadra NHL                        | Squadra di provenienza         |
| -- | -------------------- | ----------- | ---------------------------------- | ------------------------------ |
| 33 | Dave Lewis (D)       | Canada      | New York Islanders                 | Saskatoon Blades (WCHL)        |
| 34 | Jeff Jacques (C)     | Canada      | California Golden Seals            | St. Catharines B.Hawks (OMJHL) |
| 35 | Paul Sheard (AD)     | Canada      | Vancouver Canucks                  | Ottawa 67's (OMJHL)            |
| 36 | Doug Gibson (C)      | Canada      | Boston Bruins (da Toronto)         | Peterborough Petes (OMJHL)     |
| 37 | Ed Humphreys (P)     | Canada      | Montreal Canadiens (da Atlanta)    | Saskatoon Blades (WCHL)        |
| 38 | Russ Walker (AD)     | Canada      | Los Angeles Kings                  | Saskatoon Blades (WCHL)        |
| 39 | Nelson Pyatt (C)     | Canada      | Detroit Red Wings (da Pittsburgh)  | Oshawa Generals (OMJHL)        |
| 40 | Bob Stumpf (AD)      | Canada      | Philadelphia Flyers (da St. Louis) | New Westminster Bruins (WCHL)  |
| 41 | Rick Chinnick (AD)   | Canada      | Minnesota North Stars              | Peterborough Petes (OMJHL)     |
| 42 | Mike Clarke (C)      | Canada      | Philadelphia Flyers                | Calgary Centennials (WCHL)     |
| 43 | Robbie Neale (C)     | Canada      | Detroit Red Wings                  | Brandon Wheat Kings (WCHL)     |
| 44 | André Deschamps (AS) | Canada      | Buffalo Sabres                     | Québec Remparts (QMJHL)        |
| 45 | Randy Holt (AD)      | Canada      | Chicago Black Hawks                | Sudbury Wolves (OMJHL)         |
| 46 | John Campbell (AS)   | Canada      | New York Rangers                   | S.S. Marie Greyhounds (OMJHL)  |
| 47 | Al Sims (D)          | Canada      | Boston Bruins                      | Cornwall Royals (QMJHL)        |
| 48 | Bob Gassoff (D)      | Canada      | St. Louis Blues (da Montreal)      | Medicine Hat Tigers (WCHL)     |

### Quarto giro
| #  | Giocatore             | Nazionalità | Squadra NHL                       | Squadra di provenienza           |
| -- | --------------------- | ----------- | --------------------------------- | -------------------------------- |
| 49 | André St. Laurent (C) | Canada      | New York Islanders                | Canadien Jr. de Montréal (QMJHL) |
| 50 | Ron Serafini (D)      | Stati Uniti | California Golden Seals           | St. Catharines B.Hawks (OMJHL)   |
| 51 | Keith Mackie (D)      | Canada      | Vancouver Canucks                 | Edmonton Oil Kings (WCHL)        |
| 52 | Frank Rochon (AS)     | Canada      | Toronto Maple Leafs               | Sherbrooke Castors (QMJHL)       |
| 53 | Dean Talafous (C)     | Stati Uniti | Atlanta Flames                    | Wisconsin Badgers (NCAA)         |
| 54 | Jim McCrimmon (D)     | Canada      | Los Angeles Kings                 | Medicine Hat Tigers (WCHL)       |
| 55 | Dennis Owchar (D)     | Canada      | Pittsburgh Penguins               | Toronto Marlboros (OMJHL)        |
| 56 | Alan Hangsleben (D)   | Stati Uniti | Montreal Canadiens (da St. Louis) | ND Fighting Hawks (NCAA)         |
| 57 | Tom Colley (C)        | Canada      | Minnesota North Stars             | Sudbury Wolves (OMJHL)           |
| 58 | Dale Cook (AS)        | Canada      | Philadelphia Flyers               | Victoria Cougars (WCHL)          |
| 59 | Mike Korney (D)       | Canada      | Detroit Red Wings                 | Winnipeg Monarchs (WCHL)         |
| 60 | Yvon Dupuis (AD)      | Canada      | Buffalo Sabres                    | Québec Remparts (QMJHL)          |
| 61 | Dave Elliott (AS)     | Canada      | Chicago Black Hawks               | Winnipeg Monarchs (WCHL)         |
| 62 | Brian Molvik (D)      | Canada      | New York Rangers                  | Calgary Centennials (WCHL)       |
| 63 | Steve Langdon (AS)    | Canada      | Boston Bruins                     | London Knights (OMJHL)           |
| 64 | Richard Latulippe (C) | Canada      | Montreal Canadiens                | Québec Remparts (QMJHL)          |

### Quinto giro
| #  | Giocatore             | Nazionalità | Squadra NHL             | Squadra di provenienza           |
| -- | --------------------- | ----------- | ----------------------- | -------------------------------- |
| 65 | Ron Kennedy (AD       | Canada      | New York Islanders      | New Westminster Bruins (WCHL)    |
| 66 | Jim Moxey (AD)        | Canada      | California Golden Seals | Hamilton Red Wings (OMJHL)       |
| 67 | Paul O'Neil (C)       | Stati Uniti | Vancouver Canucks       | Boston U. Terriers (NCAA)        |
| 68 | Gord Titcomb (AS)     | Canada      | Toronto Maple Leafs     | St. Catharines B.Hawks (OMJHL)   |
| 69 | John Flesch (AS)      | Canada      | Atlanta Flames          | Lake Superior S. Lakers (NCAA)   |
| 70 | Dennis Abgrall (AD)   | Canada      | Los Angeles Kings       | Saskatoon Blades (WCHL)          |
| 71 | Guido Tenesi (D)      | Stati Uniti | Pittsburgh Penguins     | Oshawa Generals (OMJHL)          |
| 72 | Bill Laing (C)        | Canada      | St. Louis Blues         | Saskatoon Blades (WCHL)          |
| 73 | Lowell Ostlund (D)    | Canada      | Minnesota North Stars   | Saskatoon Blades (WCHL)          |
| 74 | Michel Latreille (D)  | Canada      | Philadelphia Flyers     | Canadien Jr. de Montréal (QMJHL) |
| 75 | Blair Stewart (C)     | Canada      | Detroit Red Wings       | Winnipeg Monarchs (WCHL)         |
| 76 | Bob Smulders (AD)     | Canada      | Buffalo Sabres          | Peterborough Petes (OMJHL)       |
| 77 | Dan Hinton (AS)       | Canada      | Chicago Black Hawks     | S.S. Marie Greyhounds (OMJHL)    |
| 78 | Pierre Laganiere (AD) | Canada      | New York Rangers        | Sherbrooke Castors (QMJHL)       |
| 79 | Peter Crosbie (P)     | Canada      | Boston Bruins           | London Knights (OMJHL)           |
| 80 | Gerard Gibbons (D)    | Canada      | Montreal Canadiens      | St. Mary's University (CIAU)     |

### Sesto giro
| #  | Giocatore            | Nazionalità | Squadra NHL             | Squadra di provenienza        |
| -- | -------------------- | ----------- | ----------------------- | ----------------------------- |
| 81 | Keith Smith (D)      | Canada      | New York Islanders      | Brown Bears (ECAC)            |
| 82 | Willie Trognitz (AS) | Canada      | California Golden Seals | Thunder Bay Vulcans (TBJHL)   |
| 83 | Jim Cowell (C)       | Canada      | Vancouver Canucks       | Ottawa 67's (OMJHL)           |
| 84 | Doug Marit (D)       | Canada      | Toronto Maple Leafs     | Regina Pats (WCHL)            |
| 85 | Ken Houston (D)      | Canada      | Atlanta Flames          | Chatham Maroons (SOJHL)       |
| 86 | Blair MacDonald (AD) | Canada      | Los Angeles Kings       | Cornwall Royals (QMJHL)       |
| 87 | Don Seiling (AS)     | Canada      | Pittsburgh Penguins     | Oshawa Generals (OMJHL)       |
| 88 | Randy Smith (AS)     | Canada      | St. Louis Blues         | Edmonton Oil Kings (WCHL)     |
| 89 | David Lee (AS)       | Canada      | Minnesota North Stars   | Ottawa 67's (OMJHL)           |
| 90 | Doug Ferguson (D)    | Canada      | Philadelphia Flyers     | Hamilton Red Wings (OMJHL)    |
| 91 | Glenn Cickello (D)   | Canada      | Detroit Red Wings       | Hamilton Red Wings (OMJHL)    |
| 92 | Neil Korzack (AS)    | Canada      | Buffalo Sabres          | Peterborough Petes (OMJHL)    |
| 93 | Garry Doerksen (C)   | Canada      | Chicago Black Hawks     | Winnipeg Monarchs (WCHL)      |
| 94 | Dwayne Pentland (D)  | Canada      | New York Rangers        | Brandon Wheat Kings (WCHL)    |
| 95 | J.P. Burgoyne (D)    | Canada      | Boston Bruins           | Shawinigan Dynamos (QMJHL)    |
| 96 | Denis Patry (AD)     | Canada      | Montreal Canadiens      | Drummondville Rangers (QMJHL) |

### Settimo giro
| #   | Giocatore            | Nazionalità | Squadra NHL                        | Squadra di provenienza           |
| --- | -------------------- | ----------- | ---------------------------------- | -------------------------------- |
| 97  | Don Cutts (P)        | Canada      | New York Islanders                 | RPI Engineers (NCAA)             |
| 98  | Paul Tantardini (AS) | Canada      | California Golden Seals            | Downsview Bombers (OPJHL)        |
| 99  | Clay Hebenton (P)    | Canada      | Vancouver Canucks                  | Portland Winterhawks (WCHL)      |
| 100 | Dan Follet (P)       | Canada      | Toronto Maple Leafs                | Downsview Bombers (OPJHL)        |
| 101 | Tom Machowski (D)    | Stati Uniti | Atlanta Flames                     | Wisconsin Badgers (NCAA)         |
| 102 | Roly Kimble (P)      | Canada      | Los Angeles Kings                  | Hamilton Red Wings (OMJHL)       |
| 103 | Terry Ewasiuk (AS)   | Canada      | Pittsburgh Penguins                | Victoria Cougars (WCHL)          |
| 104 | John Wensink (AS)    | Canada      | St. Louis Blues                    | Cornwall Royals (QMJHL)          |
| 105 | Lou Nistico (C)      | Canada      | Minnesota North Stars              | London Knights (OMJHL)           |
| 106 | Tom Young (D)        | Canada      | Philadelphia Flyers                | Sudbury Wolves (OMJHL)           |
| 107 | Brian Middleton (D)  | Canada      | Detroit Red Wings                  | University of Alberta (CIAU)     |
| 108 | Bob Young (D)        | Stati Uniti | Buffalo Sabres                     | Denver Pioneers (NCAA)           |
| 109 | Wayne Dye (AS)       | Canada      | Chicago Black Hawks                | New Westminster Bruins (WCHL)    |
| 110 | Denis Andersen (D)   | Canada      | New York Islanders (da NY Rangers) | New Westminster Bruins (WCHL)    |
| 111 | Walter Johnson (AD)  | Stati Uniti | Boston Bruins                      | Oshawa Generals (OMJHL)          |
| 112 | Michel Belisle (C)   | Canada      | Montreal Canadiens                 | Canadien Jr. de Montréal (QMJHL) |

### Ottavo giro
| #   | Giocatore             | Nazionalità | Squadra NHL                        | Squadra di provenienza        |
| --- | --------------------- | ----------- | ---------------------------------- | ----------------------------- |
| 113 | Mike Kennedy (AD)     | Canada      | New York Islanders                 | Kitchener Rangers (OMJHL)     |
| 114 | Bruce Greig (AS)      | Canada      | California Golden Seals            | Vancouver Nats (WCHL)         |
| 115 | John Senkpiel (AS)    | Canada      | Vancouver Canucks                  | Vancouver Nats (WCHL)         |
| 116 | Les Burgess (AS)      | Canada      | Toronto Maple Leafs                | Kitchener Rangers (OMJHL)     |
| 117 | Bob Law (AD)          | Canada      | Atlanta Flames                     | ND Fighting Hawks (NCAA)      |
| 118 | Dennis Polonich (C)   | Canada      | Detroit Red Wings (da Los Angeles) | Flin Flon Bombers (WCHL)      |
| 119 | Fred Comrie (C)       | Canada      | Pittsburgh Penguins                | Edmonton Oil Kings (WCHL)     |
| 120 | Jean Tetreault (AS)   | Canada      | St. Louis Blues                    | Drummondville Rangers (QMJHL) |
| 121 | George Beveridge (D)  | Canada      | Minnesota North Stars              | Kitchener Rangers (OMJHL)     |
| 122 | Norm Barnes (D)       | Canada      | Philadelphia Flyers                | Michigan St. Spartans (NCAA)  |
| 123 | George Lyle (AS)      | Canada      | Detroit Red Wings                  | Michigan Tech Huskies (NCAA)  |
| 124 | Tim O'Connell (D)     | Stati Uniti | Buffalo Sabres                     | Vermont Catamounts (NCAA)     |
| 125 | Jim Koleff (C)        | Canada      | Chicago Black Hawks                | Hamilton Red Wings (OMJHL)    |
| 126 | Denis Desgagnes (C)   | Canada      | New York Islanders (da NY Rangers) | Sorel Éperviers (QMJHL)       |
| 127 | Virgil Gates (D)      | Canada      | Boston Bruins                      | Swift Current Broncos (WCHL)  |
| 128 | Mario Desjardins (AS) | Canada      | Montreal Canadiens                 | Sherbrooke Castors (QMJHL)    |

### Nono giro
| #   | Giocatore          | Nazionalità | Squadra NHL                         | Squadra di provenienza           |
| --- | ------------------ | ----------- | ----------------------------------- | -------------------------------- |
| 129 | Bob Lorimer (D)    | Canada      | New York Islanders                  | Michigan Tech Huskies (NCAA)     |
| 130 | Larry Patey (C)    | Canada      | California Golden Seals             | Braintree Hawks (NEJHL)          |
| 131 | Peter Folco (D)    | Canada      | Vancouver Canucks                   | Québec Remparts (QMJHL)          |
| 132 | Dave Pay (AS)      | Canada      | Toronto Maple Leafs                 | Wisconsin Badgers (NCAA)         |
| 133 | Bob Bilodeau (D)   | Canada      | Atlanta Flames                      | New Westminster Bruins (WCHL)    |
| 134 | Gord Lane (D)      | Canada      | Pittsburgh Penguins                 | New Westminster Bruins (WCHL)    |
| 135 | Dennis O'Brien (D) | Canada      | Detroit Red Wings (da St. Louis)    | Laurentian University (CIAU)     |
| 136 | Jim Johnston (C)   | Canada      | Minnesota North Stars               | Peterborough Petes (OMJHL)       |
| 137 | Dan O'Donohue (D)  | Canada      | Philadelphia Flyers                 | S.S. Marie Greyhounds (OMJHL)    |
| 138 | Tom Newman (D)     | Canada      | Detroit Red Wings                   | Kitchener Rangers (OMJHL)        |
| 139 | Ray Bibeau (D)     | Canada      | Detroit Red Wings (da Buffalo)      | Canadien Jr. de Montréal (QMJHL) |
| 140 | Jack Johnson (D)   | Stati Uniti | Chicago Black Hawks                 | Wisconsin Badgers (NCAA)         |
| 141 | Steve Alley (AS)   | Stati Uniti | Chicago Black Hawks (da NY Rangers) | Wisconsin Badgers (NCAA)         |
| 142 | Jim Pettie (P)     | Canada      | Boston Bruins                       | St. Catharines B.Hawks (OMJHL)   |
| 143 | Bob Wright (AD)    | Canada      | Montreal Canadiens                  | Pembroke Lumber Kings (CJAHL)    |

### Decimo giro
| #   | Giocatore           | Nazionalità | Squadra NHL                           | Squadra di provenienza          |
| --- | ------------------- | ----------- | ------------------------------------- | ------------------------------- |
| 144 | Lee Palmer (D)      | Canada      | Toronto Maple Leafs (da NY Islanders) | Clarkson Golden Knights (NCAA)  |
| 145 | Doug Mahood (AD)    | Canada      | California Golden Seals               | S.S. Marie Greyhounds (OMJHL)   |
| 146 | Terry McDougall (C) | Canada      | Vancouver Canucks                     | Swift Current Broncos (WCHL)    |
| 147 | Bob Peace (C)       | Canada      | Toronto Maple Leafs                   | Cornell Big Red (NCAA)          |
| 148 | Glen Surbey (D)     | Canada      | Atlanta Flames                        | Loyola College (CIAU)           |
| 149 | Guy Ross (D)        | Canada      | Atlanta Flames (da Los Angeles)       | Sherbrooke Castors (QMJHL)      |
| 150 | Randy Aimoe (D)     | Canada      | Pittsburgh Penguins                   | Medicine Hat Tigers (WCHL)      |
| 151 | Kevin Neville (P)   | Canada      | Detroit Red Wings (da St. Louis)      | Toronto Marlboros (OMJHL)       |
| 152 | Sam Clegg (P)       | Canada      | Minnesota North Stars                 | Medicine Hat Tigers (WCHL)      |
| 153 | Brian Dick (AD)     | Canada      | Philadelphia Flyers                   | Winnipeg Monarchs (WCHL)        |
| 154 | Ken Gibb (D)        | Canada      | Detroit Red Wings                     | ND Fighting Hawks (NCAA)        |
| 155 | Mitch Brandt (D)    | Stati Uniti | Detroit Red Wings (da Buffalo)        | Denver Pioneers (NCAA)          |
| 156 | Rick Clubbe (C)     | Canada      | Chicago Black Hawks                   | ND Fighting Hawks (NCAA)        |
| 157 | Yvan Bouillon (C)   | Canada      | Boston Bruins                         | Cornwall Royals (QMJHL)         |
| 158 | Alain Labrecque (C) | Canada      | Montreal Canadiens                    | Trois-Rivières Draveurs (QMJHL) |

### Undicesimo giro
| #   | Giocatore          | Nazionalità | Squadra NHL                            | Squadra di provenienza        |
| --- | ------------------ | ----------- | -------------------------------------- | ----------------------------- |
| 159 | Norm McLeod (AS)   | Canada      | Toronto Maple Leafs (da NY Islanders)  | Pembroke Lumber Kings (CJAHL) |
| 160 | Angie Moretto (C)  | Canada      | California Golden Seals                | Michigan Wolverines (NCAA)    |
| 161 | Russ Wiechnik (C)  | Canada      | Minnesota North Stars (da Toronto)     | Calgary Centennials (WCHL)    |
| 162 | Greg Fox (D)       | Canada      | Atlanta Flames                         | Michigan Wolverines (NCAA)    |
| 163 | Max Hansen (AS)    | Canada      | Minnesota North Stars (da Los Angeles) | Sudbury Wolves (OMJHL)        |
| 164 | Don McLeod (C)     | Canada      | Pittsburgh Penguins                    | Saskatoon Blades (WCHL)       |
| 165 | Gene Strate (D)    | Canada      | Chicago Black Hawks                    | Edmonton Oil Kings (WCHL)     |
| 166 | Gord Halliday (AD) | Canada      | Montreal Canadiens                     | Penn Quakers (NCAA)           |

### Dodicesimo giro
| #   | Giocatore      | Nazionalità | Squadra NHL        | Squadra di provenienza       |
| --- | -------------- | ----------- | ------------------ | ---------------------------- |
| 167 | Cap Raeder (P) | Stati Uniti | Montreal Canadiens | N. Hampshire Wildcats (NCAA) |

### Tredicesimo giro
| #   | Giocatore          | Nazionalità | Squadra NHL        | Squadra di provenienza          |
| --- | ------------------ | ----------- | ------------------ | ------------------------------- |
| 168 | Louis Chiasson (C) | Canada      | Montreal Canadiens | Trois-Rivières Draveurs (QMJHL) |